# Oïda (armes)

Diagrama d'un canó

L'oïda d'un canó, també anomenada xemeneia, és un petit forat situat a prop de la part posterior (culata) d'un canó o pistola d'avantcàrrega, és a dir, la part on es produeix la combustió de la càrrega de pólvora, a l'extrem oposat del canó des d'on es dispara el projectil. El respirador és el punt d’accés per on s’encén la càrrega de explosiu. En armes petites, l'espurna d’una càrrega d’ encebador cassoleta és suficient per encendre la càrrega que hi ha al seu interior. En artilleria, s’empra pólvora encebadora, una espoleta, un encenedor de fricció a través de l'oïda per forçar l'encesa de la càrrega.
La pólvora de la cassoleta s’encenia amb una metxa lenta, un botafoc o un pany de rastell que passava el foc a l'interior del canó a través de l'oïda.

## Bloqueig de canons
Un mètode per desactivar temporalment un canó era martellant una espiga d'acer de pues dins l'oïda; un cop fet això només es podia desfer amb molta dificultat. Si no no es tenia una punta especial, es solia fer punxant una baioneta dins l'oïda i trencant-la, per deixar la punta de la fulla incrustada. Les armes també es podrien fer inutilitzar cremant els seus armons de fusta o tallant els muñons.
El comte Friedrich Wilhelm von Bismarck, a les seves Lectures on the Tactics of Cavalry, va recomanar que tots els soldats de cavalleria portessin l'equip necessari per bloquejar les oïdes si s’esperava una trobada amb artilleria enemiga. Si un canó corria el perill de ser capturat per l'enemic, la seus servidor havien de "bloquejar l'oïda" per evitar que s'utilitzés contra ells. Les armes capturades serien punxades si no es veia probable la recuperació de l'arma. Missions secretes es disparin els canons enemics també es pot fer per prevenir contraatacs i protegir vaixells en una retirada, com en el cas de l'atac <i id="mwPw">Ranger</i> a Whitehaven durant la guerra revolucionària americana.